# Cosmorhoe rotundaria
Cosmorhoe rotundaria är en fjärilsart som beskrevs av John Henry Leech 1897. Cosmorhoe rotundaria ingår i släktet Cosmorhoe och familjen mätare. Inga underarter finns listade i Catalogue of Life.